# 미소노촌 (시가현)
미소노촌(御園村)은 시가현 간자키군에 설치되었던 촌이다. 현재의 히가시오미시에 해당한다.